# 그린 라인 (MBTA)
그린 라인(영어: Green Line)은 매사추세츠주 보스턴의 매사추세츠 만 교통공사(MBTA)에서 운영하는 경전철(라이트 레일) 노선이며, 1897년 9월 1일에 개통한 미국에서 가장 오래된 지하철 노선이다. 그린 라인은 다운타운 보스턴을 지하로 지나면서, 여러 반경을 통해 대로 및 내부 교외로 이어진다. 2015년 평일 232,000명 이상의 승객이 이용하여 미국에서 가장 많이 이용되는 경전철 시스템이다. 보스턴의 에메랄드 넥레이스(Emerald Necklace)구간을 통과하기 때문에 1967년 지하철 시스템 브랜드 개편 당시 이 노선을 녹색으로 지정하였다.
4개 지점은 1856년에 케임브리지 호스 철도(Cambridge Horse Railroad)로부터 시작되어, 수십 년 후에 보스턴 고가 철도(Boston Elevated Railway)로 통합된 대형 노면 전차 시스템의 잔재이다. 트리먼트 스트리트 지하철 – 북미에서 가장 오래된 지하철 터널 – 은 혼잡한 시내 거리에서 노면전차를 운행하기 위해 1897년 9월 1일에 첫번째 구간이 개통하였으며, 이후 50년 동안 5번의 확장이 있었다. 전차 시스템은 1930년 경에 정점에 이르렀고, 이후 점차적으로 노선을 폐선하고, 트랙이 없는 트롤리 및 버스로 교체되는 작업이 1985년까지 이루어졌다. 과거 1959년에 개통되었던 커뮤테 레일의 노선을 활용한 그린 라인의 새로운 구간 건설인 그린 라인 확장 계획이 시행되어 서머빌과 메드퍼드의 두 지점을 2017년과 2020년 간으로 추가할 예정이다.

## 경로

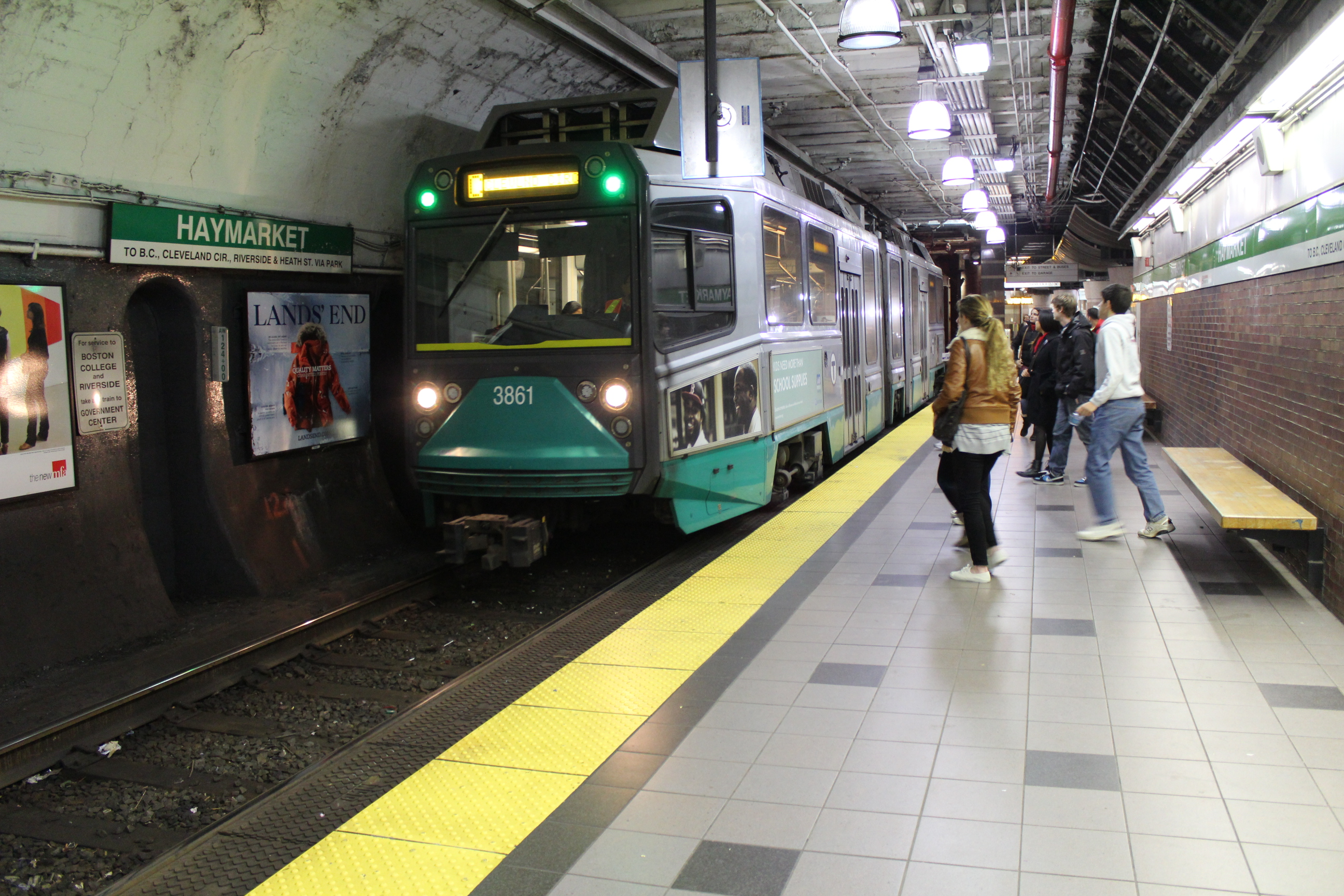
헤이마켓 역에 정차한 열차

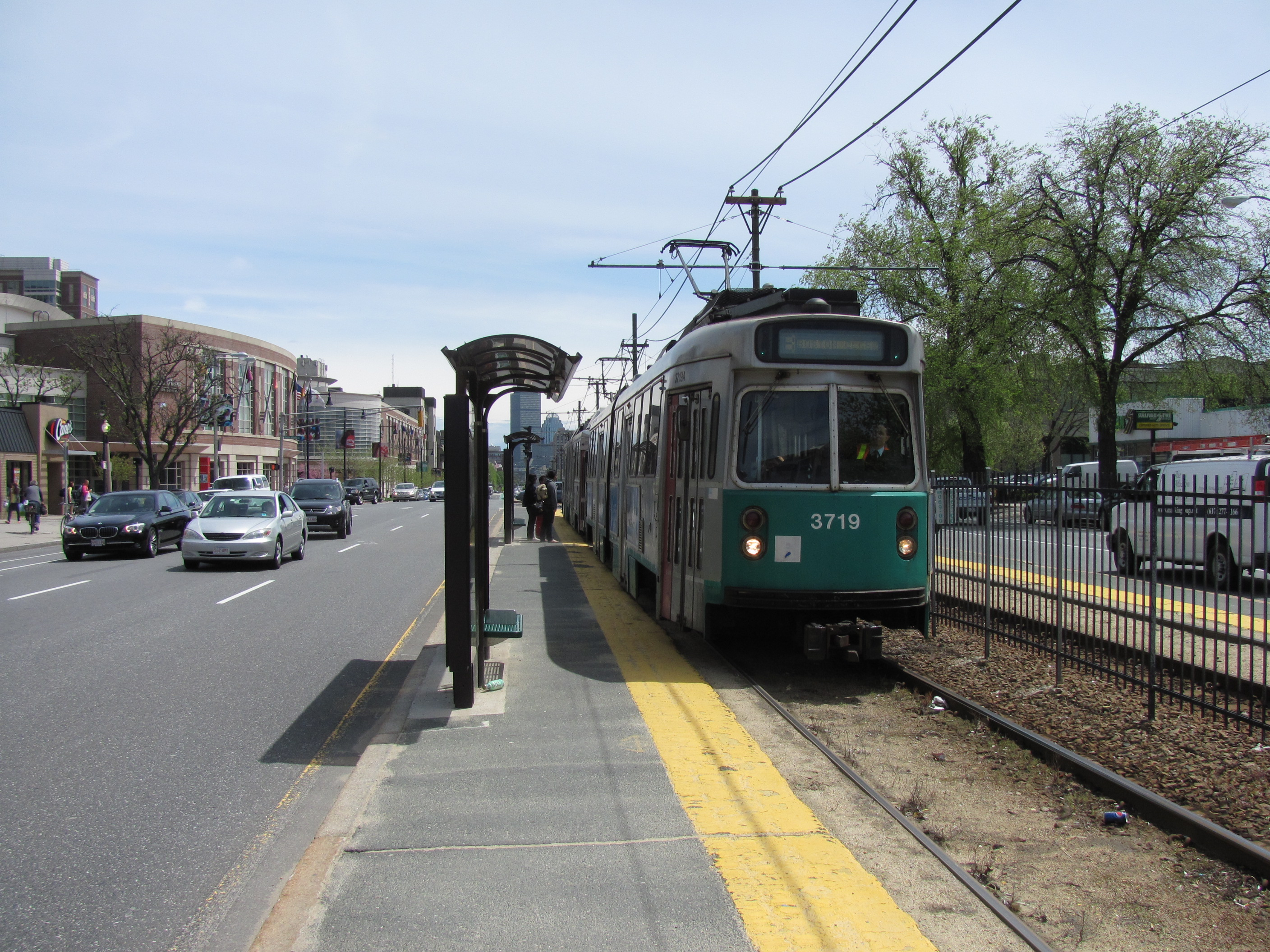
플레젠트 스트리트 역에 정차한 B지선의 열차

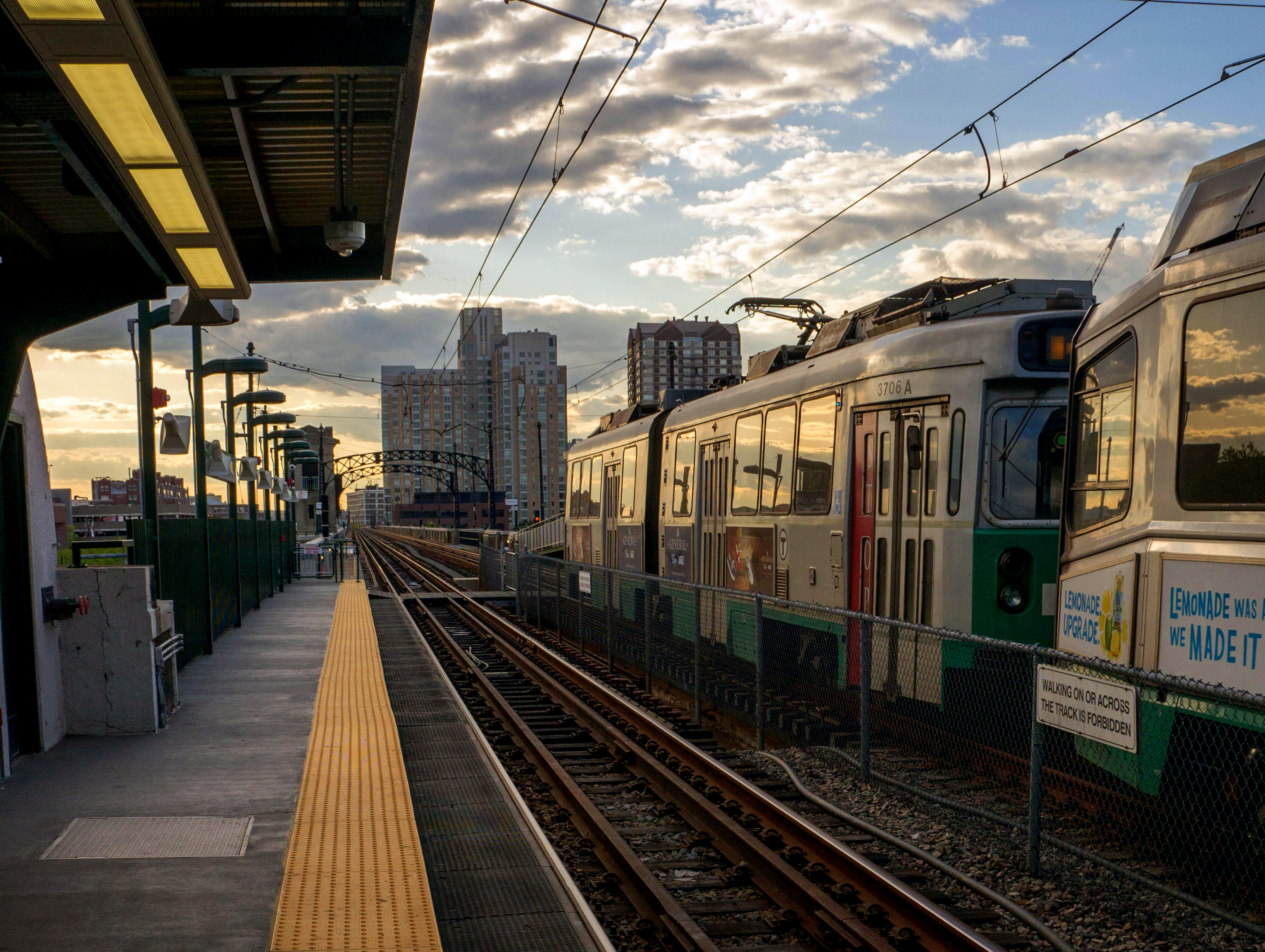
사이언스 파크 역에 정차한 레치미어 방면의 열차

그린 라인은 북동부의 레치미어 역(Lechmere)을 기점으로 하여, 사이언스 파크 역까지 고가 철로 구간으로 달린다. 이후 보스턴 노스 역에 도달하기 전 지하철 구간으로 들어가게 된다. 다운타운 보스턴 및 백 베이(Back Bay)를 통과하는 그린 라인 지하 구간은 센트럴 서브웨이(Central Subway)로 총칭하고 있다. 지하 구간은 이후 각각 심포니 역(E 지선), 켄모어 역(B, C, D 지선)까지 이어진다. 이후부터는 지상 구간으로 나와 자동차 차량과의 병용 궤도 또는 자동차 차량과 분리된 전용 궤도로 달린다.

### 지선
그린 라인은 코플리 역에서 E 지선로 나뉘고, 켄모어 역에서 B 지선, C 지선, D 지선로 각각 분리된다. 각 지선의 유형은 아래와 같다.
- 그린 라인 B 지선 (Green Line "B" Branch) 또는 "보스턴 칼리지(Boston College)", "커먼웰스 애비뉴(Commonwealth Avenue)" 지선 : 그린 라인 B지선은 지하의 파크 스트리트에서 출발하여, 켄모어에서 갈라져나와, 켄모어 스퀘어(Kenmore Square) 부근에서 지상으로 나와 커먼웰스 애비뉴 방면으로 간다. 보스턴 대학교을 지나 체스넛 힐 애비뉴로 이어지는 리저뷰어(Reservoir)에서 0.25 마일 이내에 지나간 후 보스턴 칼리지로 이어진다. 지상 구간은 모두 노면 중앙부의 전용궤도로 운용한다. 고밀도로 정차하는 빈도가 높아 그린 라인에서 가장 비판을 많이 받고 있다.

- 그린 라인 C 지선 (Green Line "C" Branch) 또는 "클리블랜드 서클(Cleveland Circle)", "비컨 스트리트(Beacon Street)" 지선 : 그린 라인 C지선은 켄모어에서 갈라지는 세 지선 중 중간에 해당되는 지선로, 보스턴 노스 역의 지하에서 출발하여, 파크 드라이브(Park Dr) 교차로에서 지상으로 나와, 비콘 스트리트(Beacon Street) 방향으로 운행하며 클리블랜드 서클(Cleveland Circle)까지 이른다. 지상 구간은 모두 노면 중앙부의 전용궤도로 운용한다.

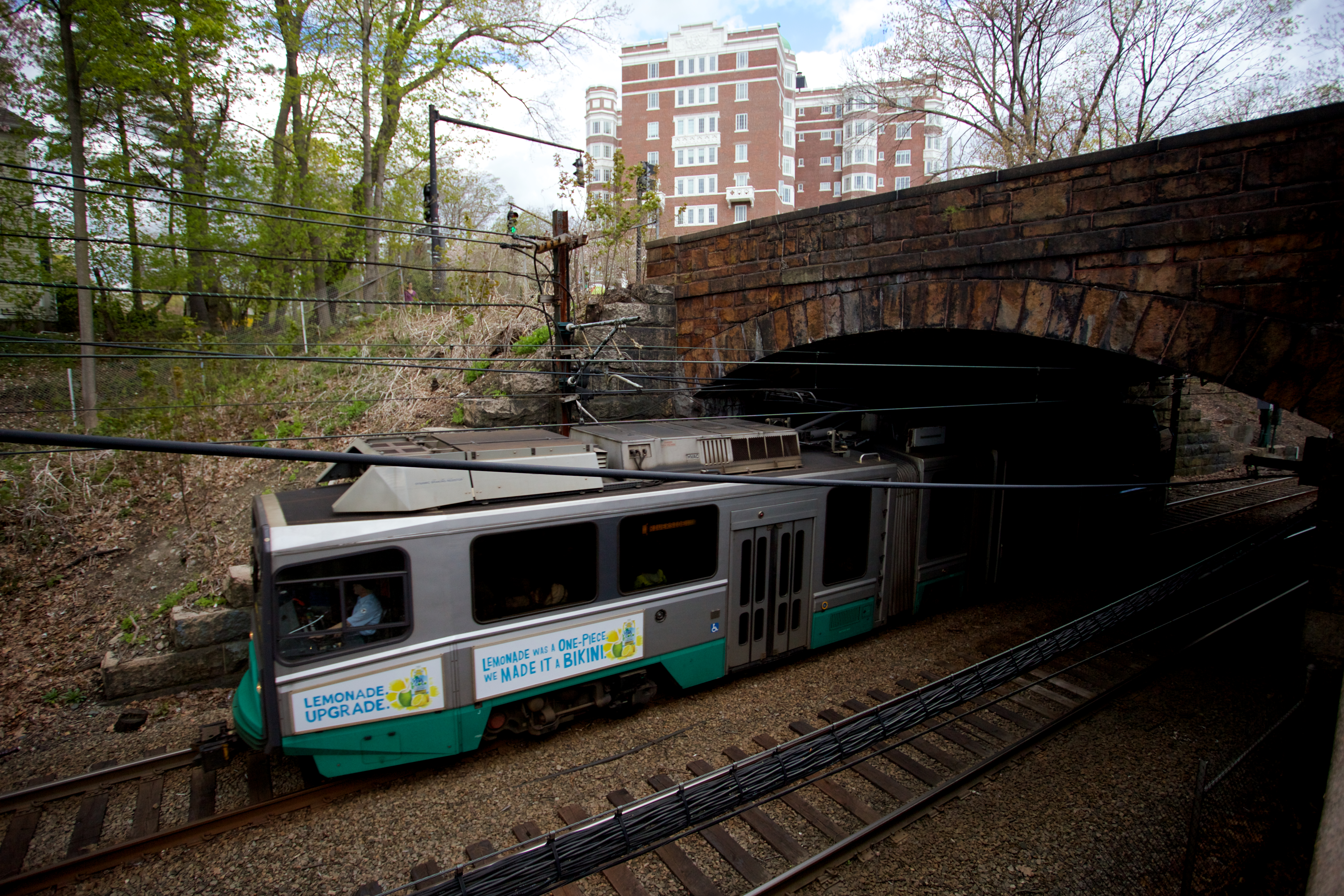
D지선 노선은 차량 노선과 완전히 분리된 노선이다.

- 그린 라인 D 지선 (Green Line "D" Branch) 또는 "리버사이드(Riverside)", "하이랜드(Highland)" 지선 : 그린 라인 D지선은 캔모어에서 갈라지는 세 지선 중 남쪽에 해당되는 지선로, 그린 라인에서 가장 긴 지선이다. 러시아워 시간대에는 파크 스트리트에서 출발하고, 그 외 시간대에서는 보스턴 노스 역에서 출발한다. 이후 지하 구간을 거쳐 펜웨이 진입 전에 지상으로 나오고, 경전철 유지 관리 시설이자 주요 공원 및 승차 시설인 리버사이드 역(Riverside)까지 약 10km를 달린다. 1959년까지 운영되었던 보스턴 앤드 알버니 철도의 지선인 하이랜드 지선(Highland Branch)의 노선을 따라 개통한 노선으로, 차량 노선과 전혀 경유하지 않는 노선이다.

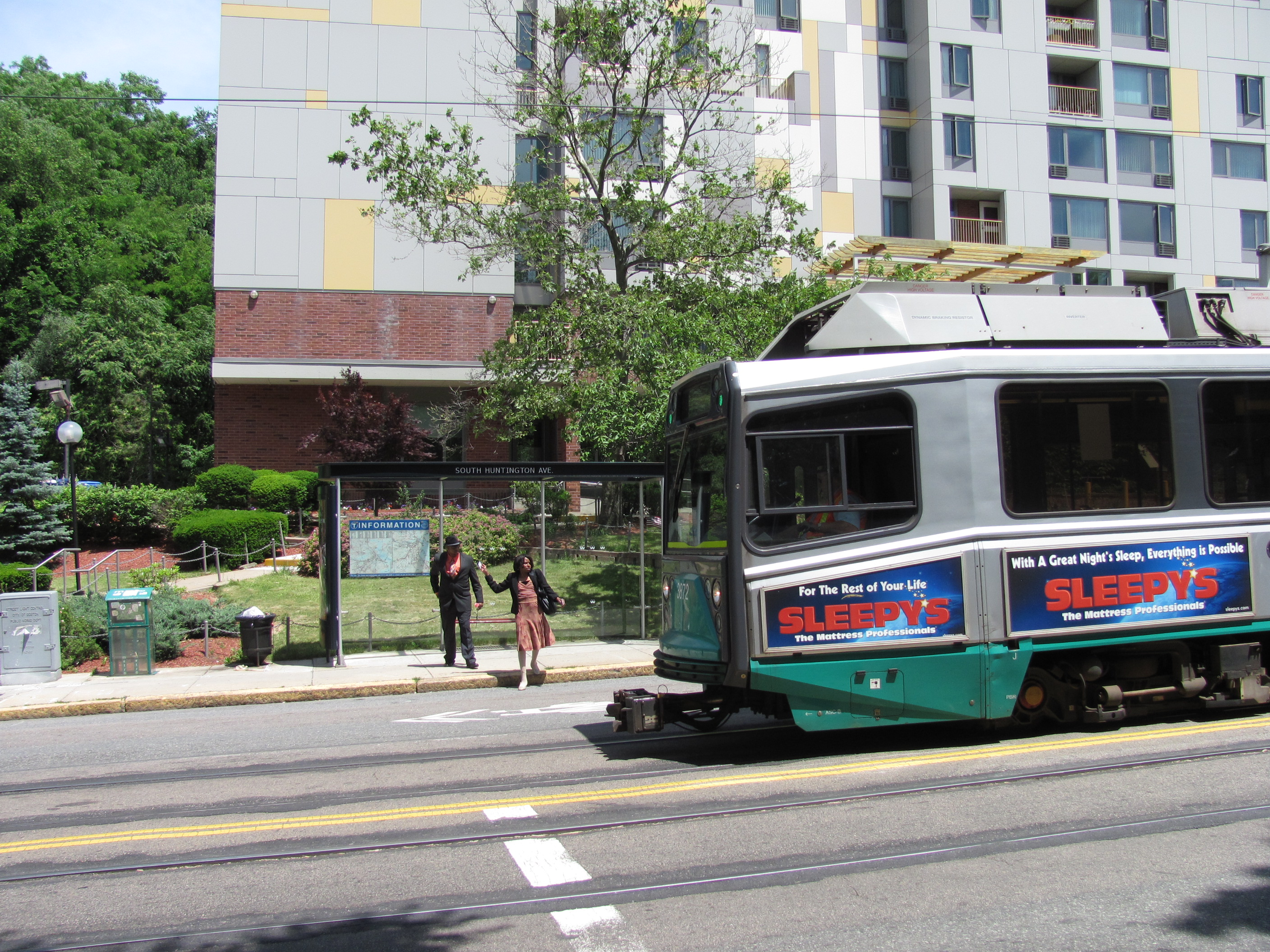
E지선의 노면 병용궤도 구간

- 그린 라인 E 지선 (Green Line "E" Branch) 또는 "히스 스트리트(Heath Street)" 지선 (이전의 "Arborway") : 그린 라인 E지선은 앞의 다른 3개 노선과 별도로 지선되는 노선이다. 레치미어 역에서 출발하여 고가 및 지하에서 운용하다가 코플리에서 갈라져 나와, 헌팅턴 애비뉴 지하철(Huntington Avenue Subway)을 통하여 남서쪽으로 향한다. 보스턴 심포니 홀 및 노스이스턴 대학교 인근부터 지상으로 나와서 헌팅턴 애비뉴 중앙의 전용 선로를 따라서 펜우드 로드 역에서부터 자동차 차량과의 병용 궤도를 따른다. 이후 V.A. 매디컬 센터(V.A. Medical Center) 인근의 히스 스트리트에서 종착한다. 과거에는 아버웨이(Arborway) 구간까지 이어졌으나, 1985년 히스 스트리트~아버웨이 구간이 폐선되었다. E 지선은 자동차 차량과의 병용 궤도가 존재하는 유일한 노선이다.

- 그린 라인 A 지선 (Green Line "A" Branch) : 그린 라인 A지선은 1969년까지 존재하였던, 그린 라인의 노선이다. B지선에서 브라이턴 애비뉴(Brighton Ave) 방면으로 갈라져 나와, 케임브리지 스트리트, 워싱턴 스트리트를 따라서 서쪽의 워터타운(Watertown)까지 이어지는 선로였다. 대부분 구간이 병용 궤도를 사용하였다. 1969년에 폐선되어, 57번 버스로 교체되었다.

## 역 목록

### 운임 통제가 설치된 역
아래 역은 빠른 탑승을 위해, 선불 운임 영역(운임 통제)을 두어, 전방 및 후방 도어를 통해 빠져 나갈 수 있도록 하고 있다. 이외의 모든 역에서 승객은 전방 도어를 통하여 운임을 지불해야 하며, 특히 혼잡 시간대에는 운행 시간을 늦추게 된다. 비 운임 통제 역 정차시, 승객이 무임승차 하는 것을 막기 위해 무조건 전방 도어를 통해 들어갈 수 있도록 하는 정책을 시행하는데, 이로 인해 혼잡과 지연을 초래하는 원인이 되기도 한다.
| 역명                                                                         | 소재지                                                                                           | 파크 가 역까지 소요 시간 | 개업일자         | 환승 및 참고 |
| ---------------------------------------------------------------------------- | ------------------------------------------------------------------------------------------------ | ------------------------ | ---------------- | --- |
| 본선: 레치미어 고가 철로, 트리먼트 스트리트 지하철, 보일스턴 스트리트 지하철 |                                                                                                  |                          |                  | |
| 레치미어 Lechmere                                                            | Cambridge Street, (Cambridge) Lechmere Square                                                    | 13분 (표기상 12분)       | 1922년 7월 10일  | E 지선 시·종착역 고가로는 1912년 6월 1일 개통, 1922년 7월 9일까지 노면 위에 직접 설치된 트랙을 이용                                                                      |
| 사이언스 파크 Science Park                                                   | Charles River Dam Bridge (Boston) Museum of Science                                              | 8분                      | 1955년 8월 20일  | 레치미어 고가 철로(Lechmere Viaduct)에 위치. 그린 라인 중 유일하게 남은 고가역.                                                                                          |
| 보스턴 노스 역 North Station                                                 | Canal Street (Boston) TD Garden sports arena                                                     |                          | 2004년 6월 28일  | C 지선 시·종착역 오렌지 라인, 커뮤터 레일 북부 지선과 환승 지상역은 1898년 9월 3일에 개장, 1997년 3월 27일에 폐역 고가역은 1912년 6월 1일에 개장, 2004년 6월 24일에 폐역 |
| 헤이마켓 Haymarket                                                           | Congress and New Sudbury Streets (Boston)                                                        |                          | 1971년 5월 10일  | 오렌지 라인과 환승 최초 역사는 1898년 9월 3일에 개장 |
| 가버먼트 센터 Government Center                                              | Tremont, Court, and Cambridge Streets (Boston) Boston City Hall, Faneuil Hall/Quincy Market area | 2분                      | 1898년 9월 3일   | D 지선 시·종착역 블루 라인과 환승 1963년 10월 27일까지 "스퀄리 스퀘어(Scollay Square)"로 불림 리모델링을 위해 2014년 3월 22일~2016년 3월 21일 동안 운영 중단             |
| 파크 스트리트 Park Street                                                    | Tremont, Park, and Winter Streets (Boston) Boston Common                                         | 0분                      | 1897년 9월 1일   | B 지선 시·종착역 레드, 오렌지, 실버 라인과 환승 (실버 라인의 운임 통제 구역을 나와야 함)                                                                                 |
| 보일스턴 Boylston                                                            | Tremont and Boylston Streets (Boston) Boston Common                                              | 1분                      | 1897년 9월 1일   | 실버 라인과 환승 (실버 라인의 운임 통제 구역을 나와야 함) 버려진 트랙이 보일스턴에서 플레젠트 스트리트 방면으로 나뉘었음.                                                |
| 알링턴 Arlington                                                             | Boylston and Arlington Streets (Boston) Boston Public Garden                                     | 3분                      | 1921년 11월 13일 | 대합실에서 반대 방향으로 갈아탈 수 있음. |
| 코플리 Copley                                                                | Boylston Street (Boston) Copley Square                                                           | 4분                      | 1914년 10월 3일  | E 지선이 분기하는 역 반대 방향으로 갈아탈 수 없으며, 알링턴에서 반대 방향으로 갈아타야 한다.                                                                             |
| 하인즈 컨벤션 센터 Hynes Convention Center                                   | Massachusetts Avenue and Newbury Street (Boston) Hynes Convention Center                         |                          | 1914년 10월 3일  | 1965년 2월 17일까지 "매사추세츠(Massachusetts)", 1990년 3월 27일까지 "오디토리움(Auditorium)", 2006년 11월까지 "하인즈 컨벤션 센터/ICA(Hynes Convention Center/ICA)"     |
| 켄모어 Kenmore                                                               | Kenmore Square (Boston) Fenway Park                                                              | 12분                     | 1932년 10월 23일 | B, C, D 지선이 분기하는 역 |
| E 지선 (코플리 이후에 분기): 헌팅턴 애비뉴 지하철                            |                                                                                                  |                          |                  | |
| 프루덴셜 Prudential                                                          | Huntington Avenue (Boston) Prudential Tower                                                      |                          | 1941년 2월 16일  | E 지선 1964년까지 "메커닉스(Mechanics)" |
| 심포니 Symphony                                                              | Massachusetts Avenue and Huntington Avenue (Boston) Boston Symphony Hall                         |                          | 1941년 2월 16일  | E 지선 |
| D 지선: 하이랜드 지선                                                        |                                                                                                  |                          |                  | |
| 리버사이드 Riverside                                                         | Auburndale in Newton, Massachusetts                                                              |                          | 1959년 7월 4일   | D 지선 시·종착역 |

### 그린 라인 B 지선
B 지선의 열차는 파크 스트리트에서 보스턴 칼리지까지만 이동한다. 파크 스트리트에서 켄모어 구간은 다른 세 지선 열차와 노선을 공유한다. B 지선에서는 MBTA 주차 시설이 없다.

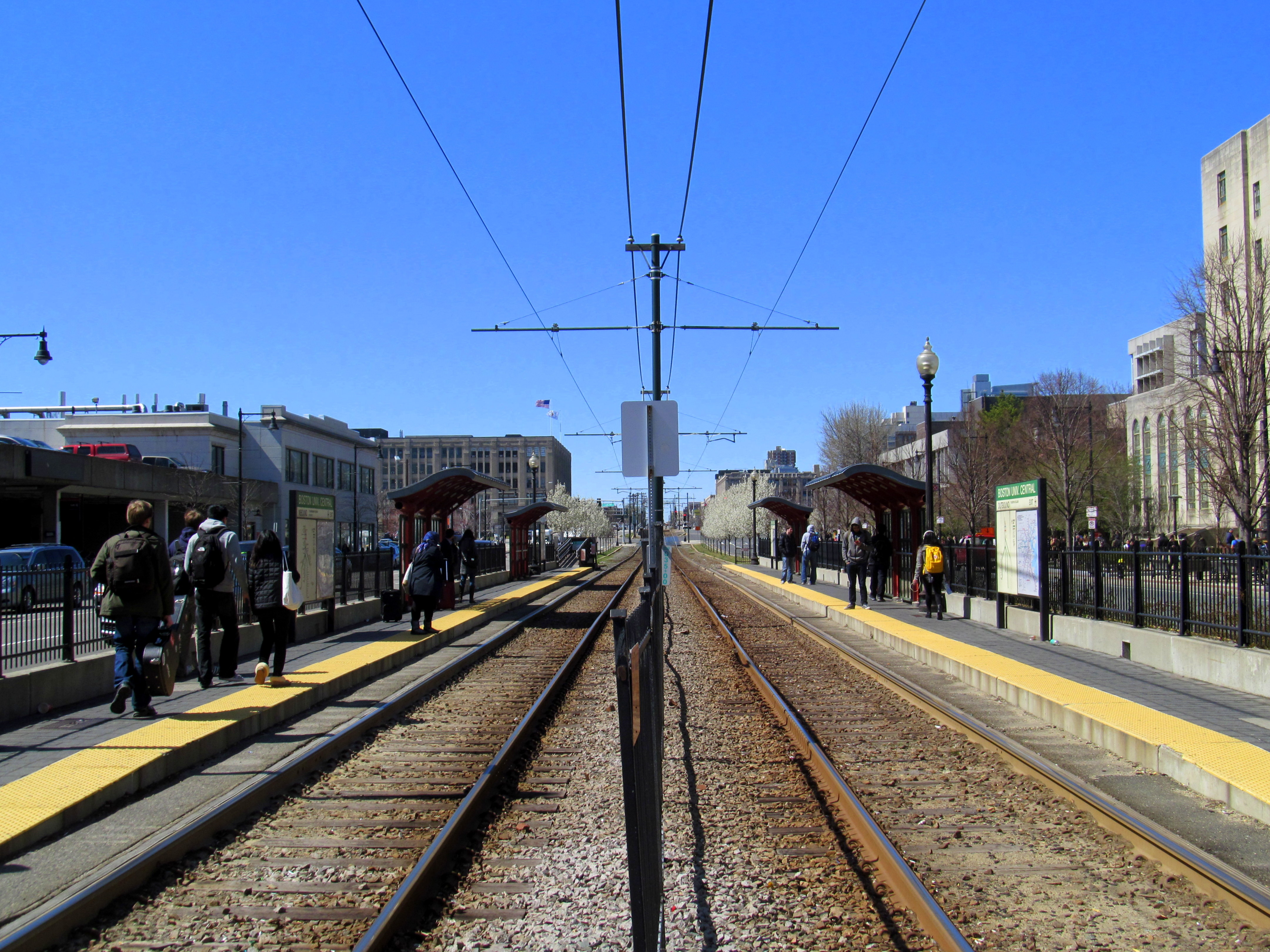
보스턴 대학 중앙역, 장애인 접근이 용이한 5개의 지상역 중 하나

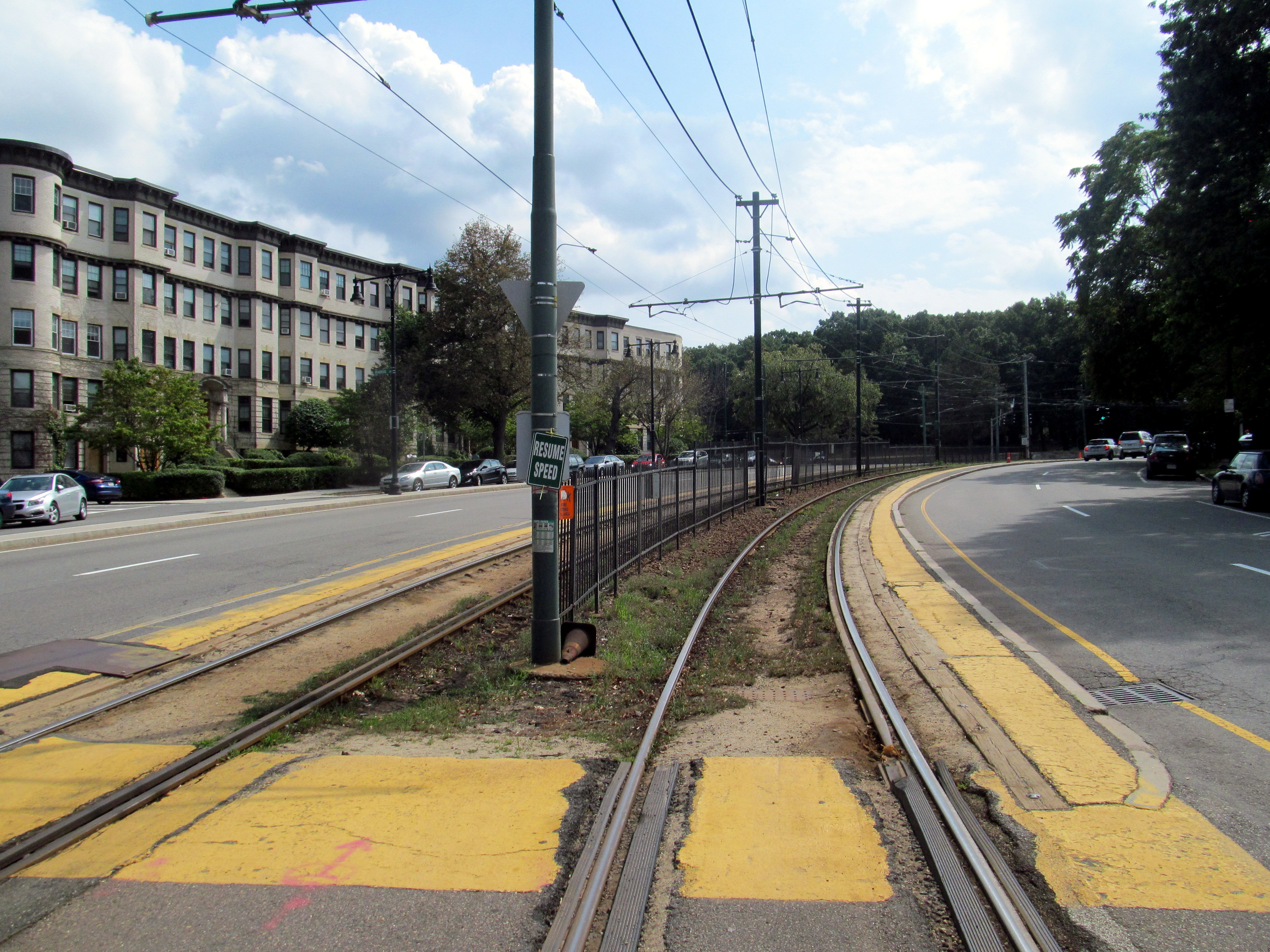
체스넛 힐 애비뉴, 장애인 접근이 힘든 전형적인 역

| 역명                                                  | 소재지                                                    | 환승 및 참조  |
| ----------------------------------------------------- | --------------------------------------------------------- | ------------- |
| 브랜드퍼드 스트리트 Blandford Street                  | Commonwealth Avenue at Silber Way, Boston                 | MBTA 버스: 57 |
| 보스턴 대학교 동 Boston University East               | Commonwealth Avenue at Granby Street, Boston              | MBTA 버스: 57 |
| 보스턴 대학교 중앙 Boston University Central          | Commonwealth Avenue at Marsh Chapel, Boston               | MBTA 버스: 57 |
| 보스턴 대학교 서 Boston University West               | Commonwealth Avenue at Amory Street, Boston               | MBTA 버스: 57 |
| 세인트폴 스트리트 St. Paul Street                     | Commonwealth Avenue at Buick Street, Boston               | MBTA 버스: 57 |
| 플레젠트 스트리트 Pleasant Street                     | Commonwealth Avenue at Pleasant Street, Boston            | MBTA 버스: 57 |
| 밥콕 스트리트 Babcock Street                          | Commonwealth Avenue at Babcock Street, Boston             | MBTA 버스: 57 |
| 패커즈 코너 Packards Corner                           | Commonwealth Avenue at Brighton Avenue, Allston           | MBTA 버스: 57 |
| 포드햄 로드 Fordham Road                              | Commonwealth Avenue at Fordham Road, Allston              | 2004년 폐역   |
| 하버드 애비뉴 Harvard Avenue                          | Commonwealth Avenue at Harvard Avenue, Allston            | MBTA 버스: 66 |
| 그리그스 스트리트/롱 애비뉴 Griggs Street/Long Avenue | Commonwealth Avenue at Griggs Street, Allston             |               |
| 알스턴 스트리트 Allston Street                        | Commonwealth Avenue at Allston Street, Allston            |               |
| 웨렌 스트리트 Warren Street                           | Commonwealth Avenue at Warren Street, Brighton            |               |
| 서밋 애비뉴 Summit Avenue                             | Commonwealth Avenue at Summit Avenue, Brighton            | 2004년 폐역   |
| 워싱턴 스트리트 Washington Street                     | Commonwealth Avenue at Washington Street, Brighton        | MBTA 버스: 65 |
| 마운트 후드 로드 Mount Hood Road                      | Commonwealth Avenue at Mount Hood Road, Brighton          | 2004년 폐역   |
| 서덜랜드 로드 Sutherland Road                         | Commonwealth Avenue at Sutherland Road, Brighton          |               |
| 치스윅 로드 Chiswick Road                             | Commonwealth Avenue at Chiswick Road, Brighton            |               |
| 체스넛 힐 애비뉴 Chestnut Hill Avenue                 | Commonwealth Avenue at Chestnut Hill Avenue, Brighton     | MBTA 버스: 86 |
| 사우스 스트리트 South Street                          | Commonwealth Avenue at South Street, Brighton             |               |
| 그레이클리프 로드 Greycliff Road                      | Commonwealth Avenue at Greycliff Road, Brighton           | 2004년 폐역   |
| 보스턴 칼리지 Boston College                          | Commonwealth Avenue at Lake Street, Chestnut Hill, Boston |               |

### 그린 라인 C 지선
| 역명                                                 | 소재지                                 | 파크 가 역 까지 소요 시간 | 환승 및 참조                                   |
| ---------------------------------------------------- | -------------------------------------- | ------------------------- | ---------------------------------------------- |
| 노스 역에서 켄모어 역까지 다른 그린 라인 지선과 공유 |                                        |                           |                                                |
| 세인트 마리 스트리트 St. Marys Street                | Beacon Street at St. Marys Street      | 19분                      | CT2 bus: 설리반 또는 러글스                    |
| 호스 스트리트 Hawes Street                           | Beacon Street at Hawes Street          | 20분                      |                                                |
| 켄트 Kent Street                                     | Beacon Street at Powell Street         | 21분                      |                                                |
| 세인트폴 스트리트 St. Paul Street                    | Beacon Street at St. Paul Street       | 22분                      |                                                |
| 쿨리지 코너 Coolidge Corner                          | Beacon Street at Harvard Street        | 24분                      | 66번 버스: 하버드 스퀘어 또는 더들리           |
| 서밋 애비뉴 Summit Avenue                            | Beacon Street at Summit Avenue         | 25분                      | 이전명 윈체스터 스트리트(Winchester Street)    |
| 브랜던 홀 Brandon Hall                               | Beacon Street across from Brandon Hall | 26분                      |                                                |
| 페어뱅크스 Fairbanks                                 | Beacon Street at Fairbanks Avenue      | 27분                      |                                                |
| 워싱턴 스퀘어 Washington Square                      | Beacon Street at Washington Street     | 28분                      | 65번 버스: 켄모어 스퀘어 또는 브라이턴 센터 행 |
| 타판 스트리트 Tappan Street                          | Beacon Street at Tappan Street         | 29분                      |                                                |
| 딘 로드 Dean Road                                    | Beacon Street at Dean Road             | 30분                      |                                                |
| 이글우드 애비뉴 Englewood Avenue                     | Beacon Street at Englewood Avenue      | 31분                      |                                                |
| 클리블랜드 서클 Cleveland Circle                     | Beacon Street at Chestnut Hill Avenue  | 32분                      | 인근 역: 리저뷰어 & 체스넛 힐 애비뉴           |

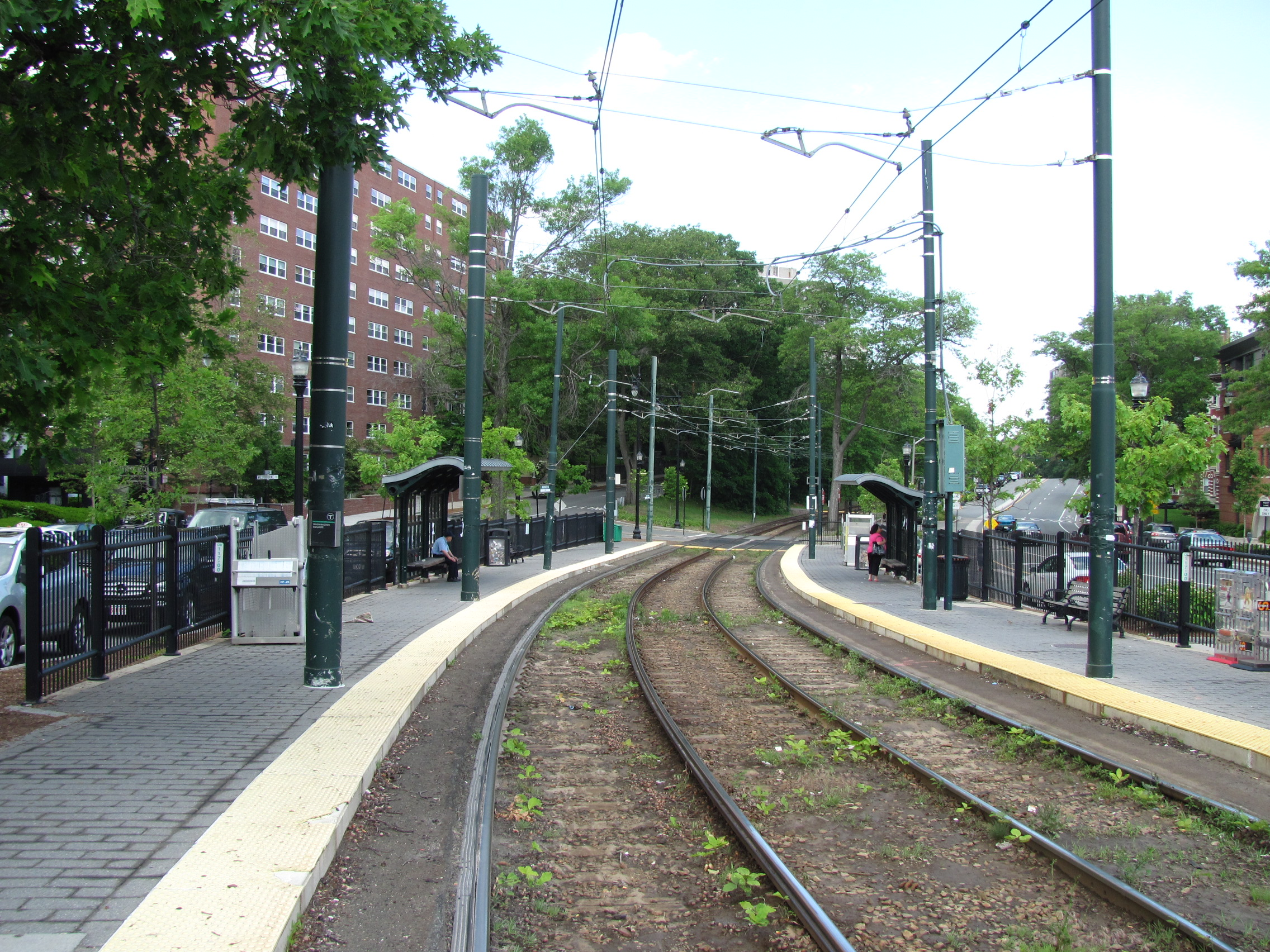
워싱턴 스퀘어 역

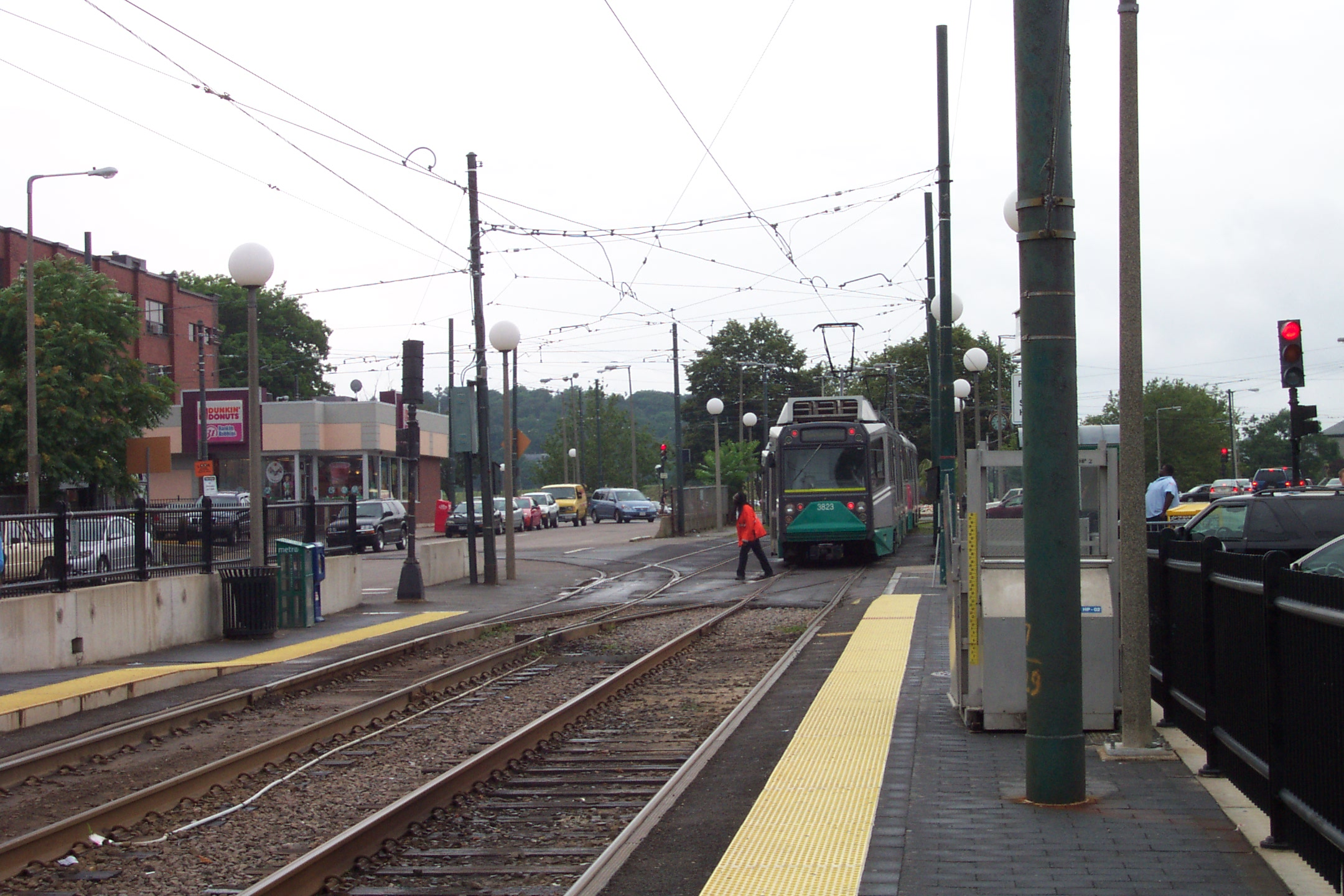
내행 운행의 방향을 바꾸기 위해 클리블랜드 서클에서 빠져 나오는 열차.

C 지선의 역은 MBTA 주차 시설이 없지만, 일부 구간에서 따로 관리하는 주차 시설이 적게나마 있다. C 지선 열차의 MBTA 주차 시설이 있는 역은 보스턴 노스 역과 헤이마켓 역 둘 뿐이며, E 지선 열차에도 사용되고 있다.
세인트 마리 스트리트에서 이글우드 애비뉴 간의 거리에 있는 C 지선의 모든 역은 브루클라인에 위치해 있다.; 모든 지하 역은 보스턴에 있고, 클리블랜드 서클 터미널은 브라이턴에 있다.

### 그린 라인 D 지선
| 역명                                | 소재지                                                                                            | 파크 가 역 까지 소요 시간 | 개업일자       | 환승 및 참조 |
| ----------------------------------- | ------------------------------------------------------------------------------------------------- | ------------------------- | -------------- | --- |
| 펜웨이 Fenway                       | Park Drive near The Fenway, Boston                                                                | 16분                      | 1959년 7월 4일 | D 지선 중 유일하게 MBTA에 의해 추가된 새 역 47번 버스: 센트럴 스퀘어/브로드웨이 CT2 버스 설리번/러글스                                    |
| 롱우드 Longwood                     | Chapel Street at Longwood Street, Boston/Brookline border                                         | 18분                      | 1959년 7월 4일 | 역 인근: Longwood Medical Area |
| 브루클라인 빌리지 Brookline Village | Station Street off Harvard Street between Route 9 and Washington Street, Brookline                | 20분                      | 1959년 7월 4일 | E 지선의 리버웨이에서 도보 거리 이전 명칭 "브루클라인(Brookline)"역으로, B&A 지선 고용 운행                                               |
| 브루클라인 힐스 Brookline Hills     | Cypress Street at Tappan Street, Brookline                                                        | 22분                      | 1959년 7월 4일 | 역 인근: 브루클라인 고등학교(Brookline High School)                                                                                       |
| 비콘스필드 Beaconsfield             | Dean Road south of Beacon Street, Brookline                                                       | 25분                      | 1959년 7월 4일 | C 지선의 딘 로드에서 도보 거리 MBTA 주차시설 이용 불가                                                                                    |
| 리저뷰어 Reservoir                  | Cleveland Circle near Chestnut Hill Avenue and Beacon Street, Brighton                            | 27분                      | 1959년 7월 4일 | B 지선의 체스넛 힐 애비뉴에서 도보 거리 C 지선의 클리블랜드 스퀘어에서 도보 거리 보스턴 칼리지 셔틀 버스 환승 (9월~5월) 버스 연결: 51, 86 |
| 체스넛 힐 Chestnut Hill             | Hammond Street at Boylston Street, Newton                                                         | 30분                      | 1959년 7월 4일 | 보스턴 칼리지, 체스넛 힐 쇼핑 에어리어에서 도보 거리 MBTA 주차 가능                                                                       |
| 뉴턴 센터 Newton Center             | Union Street between Herrick Street and Langley Road, Newton                                      | 32분                      | 1959년 7월 4일 | 역 인근: 뉴턴 센터 쇼핑 지구 52번 버스: 데드햄 몰(Dedham Mall)                                                                            |
| 뉴턴 하이랜즈 Newton Highlands      | Lincoln Street at Walnut Street, Newton                                                           | 34분                      | 1959년 7월 4일 | 역 인근: 뉴턴 하이랜즈 쇼핑 지구 59번 버스: 니드햄 정션(Needham Junction)                                                                 |
| 엘리엇 Eliot                        | Route 9 near Woodward Street, Newton                                                              | 37분                      | 1959년 7월 4일 | MBTA 주차시설 이용 가능 |
| 와반 Waban                          | Beacon Street at Waban Square, Newton                                                             | 40분                      | 1959년 7월 4일 | MBTA 주차시설 이용 가능 |
| 우드랜드 Woodland                   | Washington Street northeast of Beacon Street, Newton                                              | 42분                      | 1959년 7월 4일 | 역 인근: Newton-Wellesley Hospital MBTA 주차 시설(차고) 이용 가능                                                                         |
| 리버사이드 Riverside                | Grove Street south of Commonwealth Avenue, exit 22 off Interstate 95, named for the Charles River | 44분                      | 1959년 7월 4일 | 원래 B&A 메인 선 (MBTA 커뮤터 레일 프레이밍햄/우스터 선) 과의 교차로에서 더 북쪽에 위치하였음. MBTA 주차 시설 이용 가능 운임 통제 역      |

### 그린 라인 E 지선
| 역명                                         | 소재지                                               | 파크 가 역 까지 소요 시간 | 개업일자        | 환승 및 참조                                                                       |
| -------------------------------------------- | ---------------------------------------------------- | ------------------------- | --------------- | ---------------------------------------------------------------------------------- |
| 프루덴셜 Prudential                          | Huntington Avenue, Back Bay, Boston                  | 6분                       | 1941년 2월 16일 | 1964년 12월 2일까지 "메커닉스(Mechanics)"으로 불림. 지하역. 역 인근: 프루덴셜 센터 |
| 심포니 Symphony                              | Massachusetts Avenue at Huntington Avenue, Boston    | 8분                       | 1941년 2월 16일 | 지하역. 역 인근: 보스턴 심포니 홀                                                  |
| 노스이스턴 대학교 Northeastern University    | Huntington Avenue at Opera Place, Boston             | 10분                      |                 | 원래 이름 "오페라 플레이스(Opera Place)" 역 인근: 노스이스턴 대학교                |
| 뮤지엄 오브 파인 아츠 Museum of Fine Arts    | Huntington Avenue and Ruggles Street, Boston         | 12분                      |                 | 역 인근: 보스턴 미술관                                                             |
| 롱우드 메디컬 에어리어 Longwood Medical Area | Huntington Avenue at Longwood Avenue, Boston         | 14분                      |                 | 역 인근: Longwood Medical Area                                                     |
| 브리검 서클 Brigham Circle                   | Huntington Avenue at Francis Street, Roxbury, Boston | 16분                      |                 | 이 역에서부터 자동차 노면과의 병용 궤도로 운행.                                    |
| 펜우드 로드 Fenwood Road                     | Huntington Avenue at Fenwood Road, Boston            | 17분                      |                 | 39번 버스 → 포리스트힐스 66번 버스 → 하버드 스퀘어                                 |
| 미션 파크 Mission Park                       | Huntington Avenue at Mission Park, Boston            | 18분                      |                 | 39번 버스 → 포리스트힐스 66번 버스 → 하버드 스퀘어                                 |
| 리버웨이 Riverway                            | South Huntington Avenue at Huntington Avenue, Boston | 20분                      |                 | 39번 버스 → 포리스트힐스 66번 버스 → 하버드 스퀘어                                 |
| 백오브더힐 Back of the Hill                  | South Huntington Avenue, Boston                      | 21분                      |                 | 39번 버스 → 포리스트힐스 66번 버스 → 하버드 스퀘어                                 |
| 히스 스트리트 Heath Street                   | Heath Street, Jamaica Plain                          | 22분                      |                 | "히스 스트리트/VA 매디컬 센터(Heath Street/VA Medical Center)"라고도 표기          |

## 철도 차량
다른 MBTA 지하철 3개 노선과 마찬가지로, 선로는 표준궤를 사용한다. 단, 중전철을 사용하는 다른 3개 노선과 달리, 그린 라인은 노면 전차(경전철 차량)을 사용한다. 이는 중전철이 수많은 교차점이 있는 지상 지점에 적합하지 않기 때문이다.

### 목록

#### 현재 운영하는 차량
2014년 11월년 기준 철도 차량:
| 도입 년도     | 제조         | 모델       | 길이 ft ( mm)     | 폭 in ( mm)       | 궤간                     | 차량 번호                     |
| ------------- | ------------ | ---------- | ----------------- | ----------------- | ------------------------ | ----------------------------- |
| 1986년~1988년 | 긴키 차량    | Type 7 LRV | 72 ft (21,946 mm) | 104 in (2,642 mm) | 4 ft 8 1⁄2 in (1,435 mm) | (36xx): 3600–3699 (91대 운용) |
| 1997년        | 긴키 차량    | Type 7 LRV | 72 ft (21,946 mm) | 104 in (2,642 mm) | 4 ft 8 1⁄2 in (1,435 mm) | (37xx): 3700–3719 (19대 운용) |
| 1998년~2007년 | 안살도브레다 | Type 8 LRV | 74 ft (22,555 mm) | 104 in (2,642 mm) | 4 ft 8 1⁄2 in (1,435 mm) | (38xx): 3800–3894             |

#### 폐지된 차량
MBTA가 운영하는 차량만을 포함하며, 보스턴 고가 철도(Boston Elevated Railway) 시대의 차량은 포함되지 않는다.
| 운영 기간      | 제조      | 모델                         | 길이 ft ( mm)     | 폭 in ( mm)       | 궤간                     | 차량 대수                        |
| -------------- | --------- | ---------------------------- | ----------------- | ----------------- | ------------------------ | -------------------------------- |
| 1976년~2007년  | 보잉 버톨 | US 스탠다드 라이트 레일 차량 | 71 ft (21,641 mm) | 104 in (2,642 mm) | 4 ft 8 1⁄2 in (1,435 mm) | 144 (31대는 취소됨)              |
| 1937년~1985년1 | 풀먼 회사 | PCC 스트리트카               | 48 ft (14,630 mm) | 100 in (2,540 mm) | 4 ft 8 1⁄2 in (1,435 mm) | 344 (1964년전에 폐차한 2대 포함) |

^1  10대의 PCC 스트리트카는 애쉬몬트-매터팬 선에서 현재 운용되고 있다.

#### 향후 도입될 차량
24개의 새로운 Type 9 그린 라인 차량이 2017년에서 2019년간 도입될 예정이다. Type 9 차량은 그린 라인의 확장 구간 운용을 위한 추가 차량을 제공할 것이며, 기존 차량을 대체하지 않을 예정이다. 차량은 CAF USA, Inc.가 제조하며, 최종 조립과 테스트는 엘미라에 있는 공장에서 이루어지지만, 외관부는 스페인에서 제조된다.
| 운영 기간     | 제조          | 모델       | 길이 ft ( mm)     | 폭 in ( mm) | 궤간                     | 차량 대수                     |
| ------------- | ------------- | ---------- | ----------------- | ----------- | ------------------------ | ----------------------------- |
| 2017년~2019년 | CAF USA, Inc. | Type 9 LRV | 72 ft (21,946 mm) | 알 수 없음  | 4 ft 8 1⁄2 in (1,435 mm) | (39xx): 3900-3924 (24대 예정) |

## 접근성

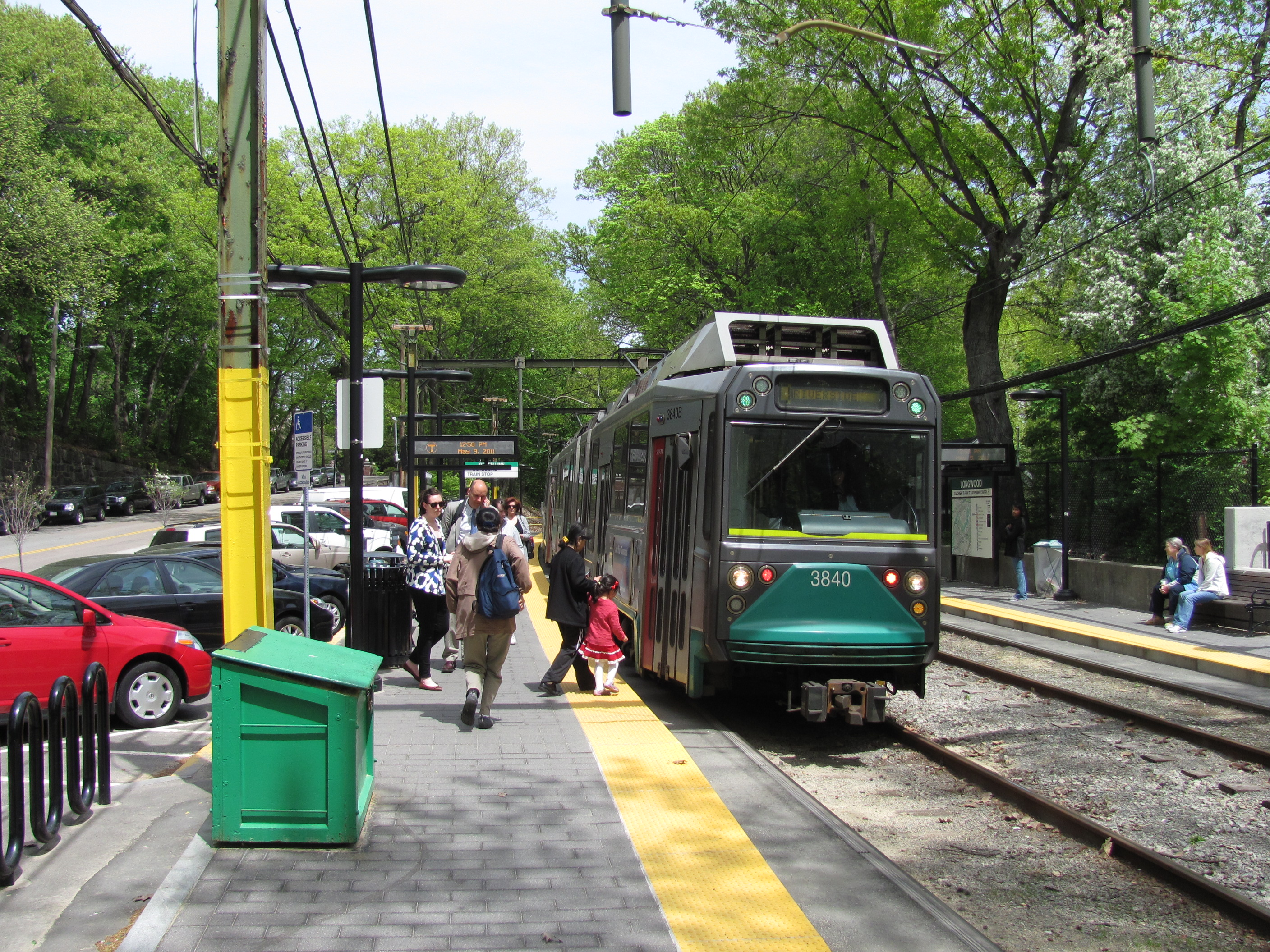
롱우드 역에 정차한 저상 Type 8 차량. 접근성 있는 탑승을 위한 승강장을 갖추었다.

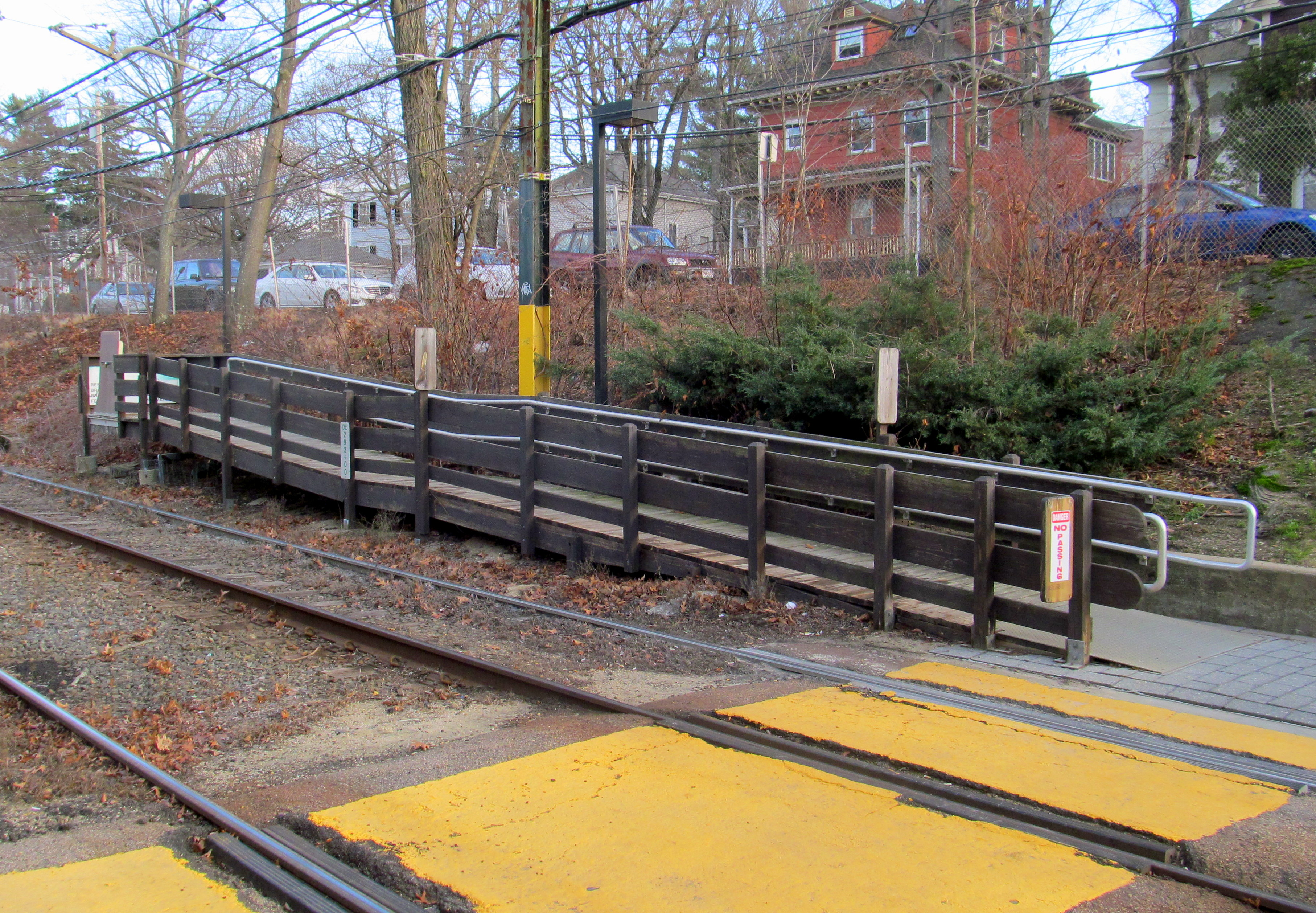
구형 고상 차량에서 수평 탑승이 가능하도록 설치된 경사로.(뉴턴 센터 역)

레드 라인, 블루 라인, 오렌지 라인은 중전철 차량으로 운행하며, 전 역사가 고상 승강장을 사용하여 차량 바닥과 맞춰지기 때문에 장애인이 쉽게 접근할 수 있는 구조이다. 한편 그린 라인은 노면 전차 선로이며, 다양한 전차를 사용하였다.
원래 그린 라인의 모든 역은 궤도 수준 높이의 저상 승강장을 사용하기 때문에, 승객은 여러 계단을 올라 차량에 탑승해야 했다. 그래서 장애인을 위한 접근성이 제한되어서, 이 문제를 해결하기 위해 연방 및 주법을 변경함에 따라 추가 시설을 넣었다.
- 휠체어 리프트는 일부 정거장에서 제공된다. 보통은 차문에 감겨 있고, 핸드 크랭크를 이용하여 승강기구를 작동시킨다. 가동 시간이 길어서 혼잡 시간대에 상당한 지연이 발생한다.
- 일부 정거장에서는 경사로를 통하여 짧은 수준의 승강장을 차량 바닥에 놓는 형태의 방식이 설치되어 있다. 카 도어 시스템은 승강장과 차량 사이에 큰 간격을 필요로 했기 때문에 승강장에서 문이 닫히고 난 후 승강장을 올려 놓는 브리지 플레이트를 배치해야 했다.
- MBTA는 전 세계적 추세를 따라 저상 트램(low-floor streetcars) 방식의 차량을 계획중에 있다. 승강장은 거리 연석의 높이 정도로 약간 올라간다. 저상 트램 차량은 중앙 도엉에서 브리지 판을 원격으로 제어하여 휠체어 및 유모자가 몇 인치 높이의 차량 층에 도달 할 수 있도록 한다.

## 같이 보기
- MBTA 지하철
- 그린 라인 B 지선
- 그린 라인 C 지선
- 그린 라인 D 지선
- 그린 라인 E 지선